# Колосняк чорноморський
Колосняк китицецвітий, колосняк чорноморський, колосняк китицевий (Leymus racemosus) — вид рослин родини тонконогові.

## Будова
Великий кореневищний злак заввишки до 2 м. Уся рослина має голубуватий колір, шерехувата. Стебло завершується грубим густим колосом, що складається з 100—150 колосків, кожен по 2–5 квіток. Листові пластини довжиною 30–60 см, шириною 5–15 мм. 2n = 28.

## Поширення та середовище існування
Поширений у Євразії від Греції до Монголії.
В Україні зростає на приморських пісках, у літоральній смузі Чорного та Азовського морів, зрідка трапляється на річкових пісках нижньої течії Дніпра, на Сіверському Дінці, Осколі, Хопрі.

## Практичне використання
В Ісландії та Монголії в їжу використовується насіння, яке збирають ранньої весни, та готують крупу чи борошно. Також можна їсти кореневище, з яких після ретельного сушіння й перемелювання дістають сурогат борошна, що схоже на борошно з кореневища пирію. Їх збирають напровесні, обираючи найтовстіші.
У США колосняк схрещують з пшеницею, щоб отримати зимостійкі сорти.

## Галерея

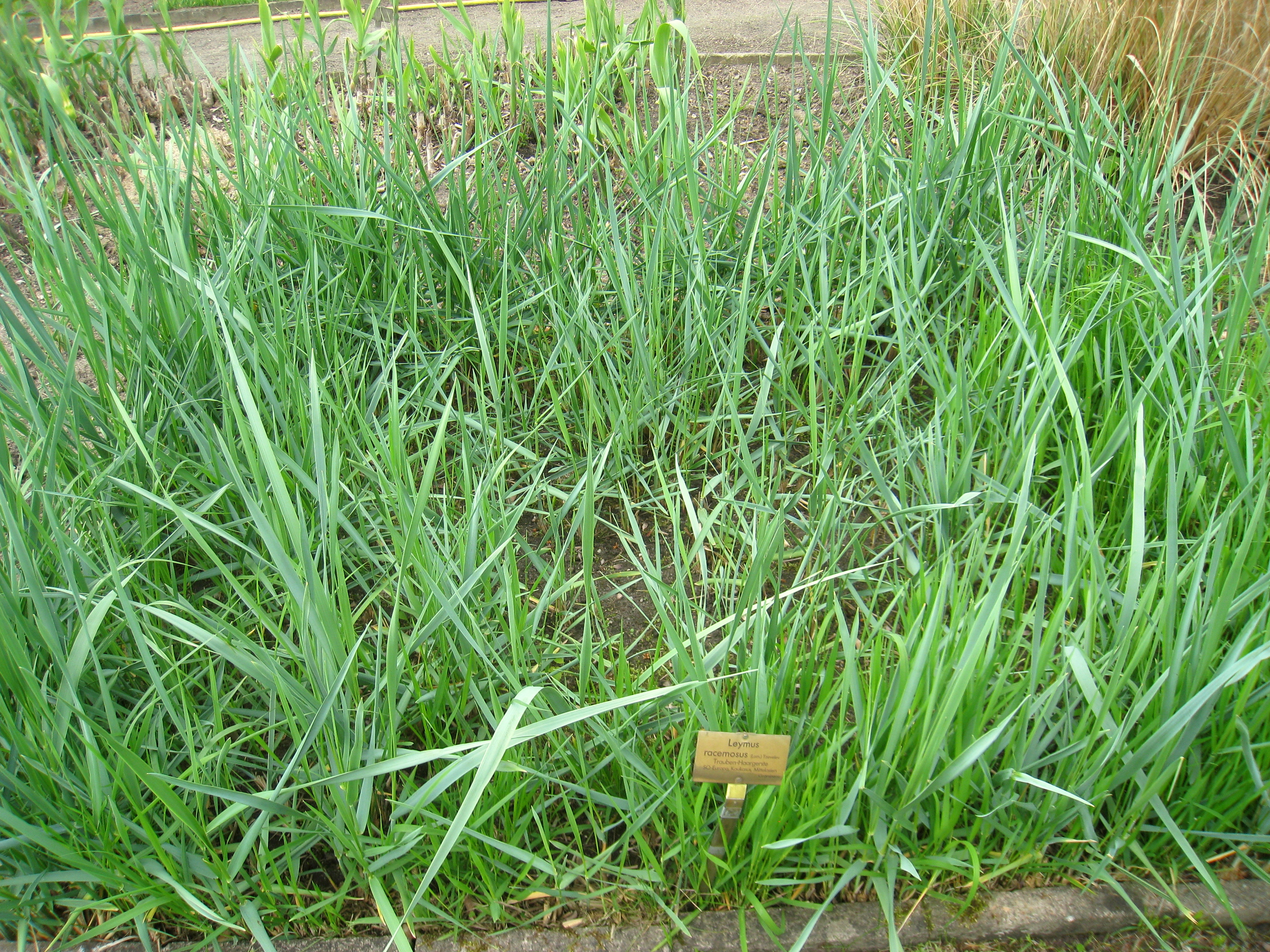
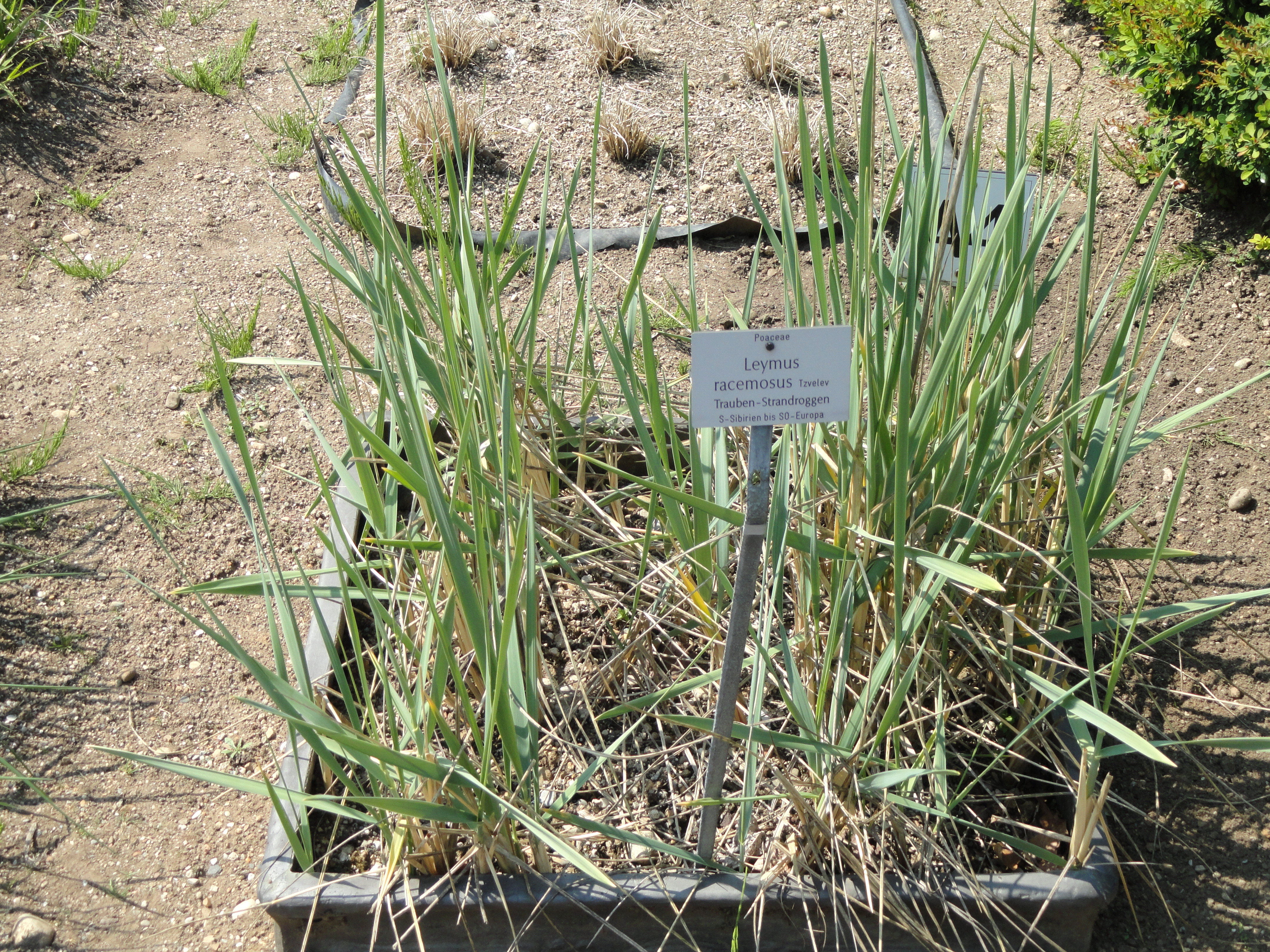